# Hypoxis humilis
Hypoxis humilis là một loài thực vật có hoa trong họ Hypoxidaceae. Loài này được Kunth mô tả khoa học đầu tiên năm 1816.